# Абдуллаева, Сиёсатхон
Сиёсатхон Абдуллаева (5 ноября 1940 года, Андижанская область, Узбекская ССР — 27 июля 2018 года, Узбекистан) — узбекский фермер, руководитель фермерского хозяйства «Олтинкул водий гулшани» Алтинкульского района. В 2008 году награждена званием герой Узбекистана.

## Биография
Сиёсатхон Абдуллаева родилась 5 ноября 1940 года, в Алтынкульском районе Андижанской области. Получив начальное образование, она поступила в Андижанский институт хлопководства (ныне Андижанский институт сельского хозяйства и агротехнологий) и успешно окончила его в 1959 году, по специальности «Агрономия».
Трудовую деятельность начала в 1959 году рабочим в фермерской организации «Намуна» Алтынкульского района. С 1972 по 1978 год работала воспитателем в детском саду при совхозе «Намуна», затем фермером в этом же совхозе, с 1978 по 2006 год — фермером-подрядчиком на предприятии «Намуна» Алтынкульского района, с 2006 года и до дня своей смерти работала менеджером цветочного хозяйства «Алтынкульская долина Гульшан».
Сиёсатхон Абдуллаева имея многолетний опыт работы в сфере сельского хозяйства, также работала экспертом по применению новых агротехнологий в хлопководстве. Она- одна из первых хлопководов, принявших активное участие в создании уникальной «Андижанской школы» хлопководства. Опытный агроном заслужила внимание как образцовый фермер, сдававший раньше срока и с опережением установленного графика хлопок, пшеницу и другую сельхозпродукцию. Кроме того, Сиёсатхон Абдуллаева вела активную общественную деятельность. Она проявляла энтузиазм в благоустройстве сел и кварталов, в воспитании молодежи в духе патриотизма. Обладая богатыми знаниями и жизненным опытом, Сиёсатхон Абдуллаева также принимала активное участие в государственных делах и завоевала большую репутацию в народе.
В 2005 году за достижения в области сельского хозяйства и неустанный труд Сиёсатхон Абдуллаева награждена орденом «Дўстлик», а в 2008 году президент Узбекистана Ислам Каримов присвоил ей звание «Герой Узбекистана».
Сиёсатхон Абдуллаева умерла 27 июля 2018 года в возрасте 78 лет в Алтынкульском районе Андижанской области.
Президент Шавкат Мирзиёев, премьер-министр Абдулла Арипов и другие лидеры выразили соболезнования в связи со смертью Героя Узбекистана.